# Nowy Browiniec
Nowy Browiniec (deutsch: Deutsch Probnitz, 1936–1945 Kranzdorf) ist ein Ort in der Landgemeinde Lubrza im Powiat Prudnicki der Woiwodschaft Opole in Polen.

## Geographie
Das Straßendorf Nowy Browiniec liegt im Süden der Region Oberschlesien etwa neun Kilometer östlich von Lubrza, 13 Kilometer östlich von Prudnik und 50 Kilometer südwestlich von Opole (Oppeln) in der Schlesischen Tiefebene an der Droga krajowa 40.
Nachbarorte von Nowy Browiniec sind im Nordosten Deutsch Müllmen (Wierzch), im Südwesten Laskowice (Laßwitz) und im Westen Olszynka (Ellsnig).

## Geschichte

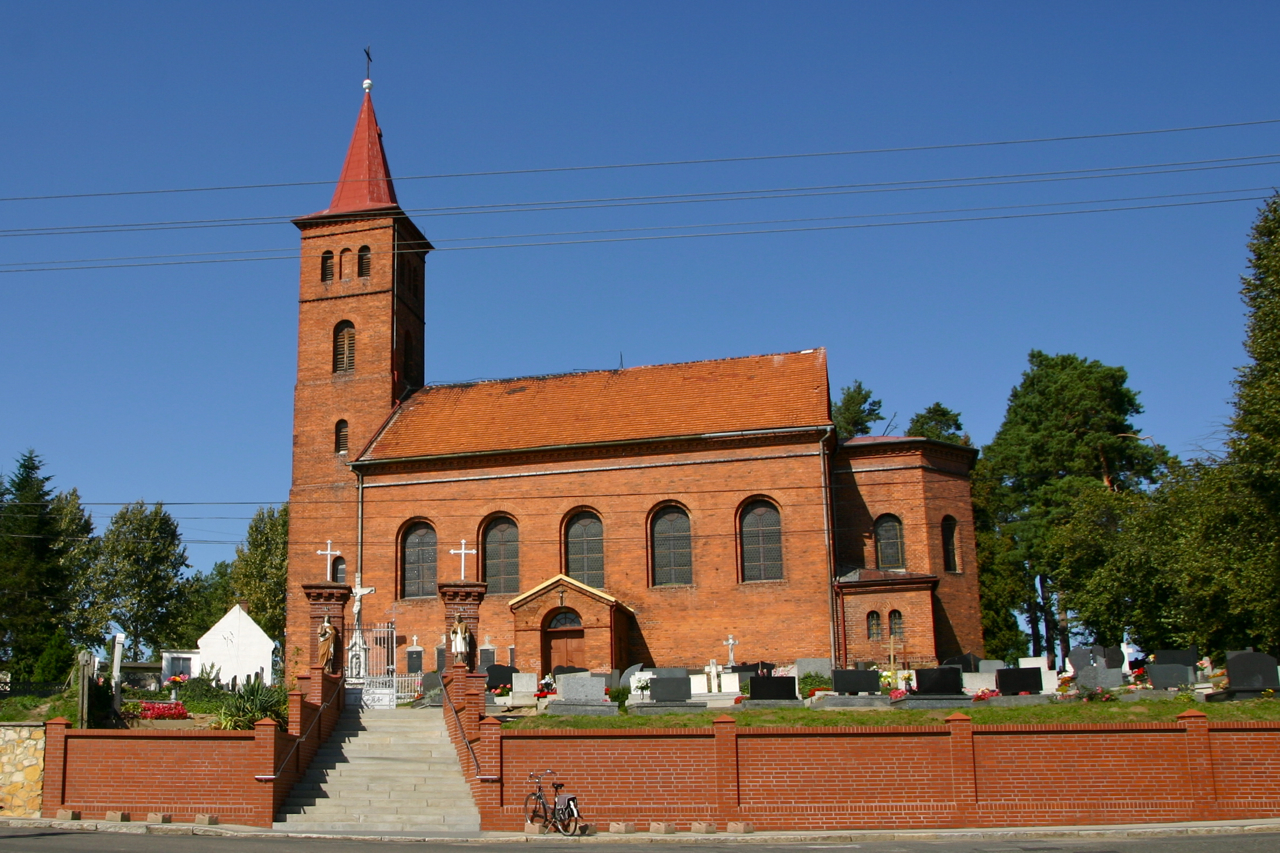
Allerheiligenkirche

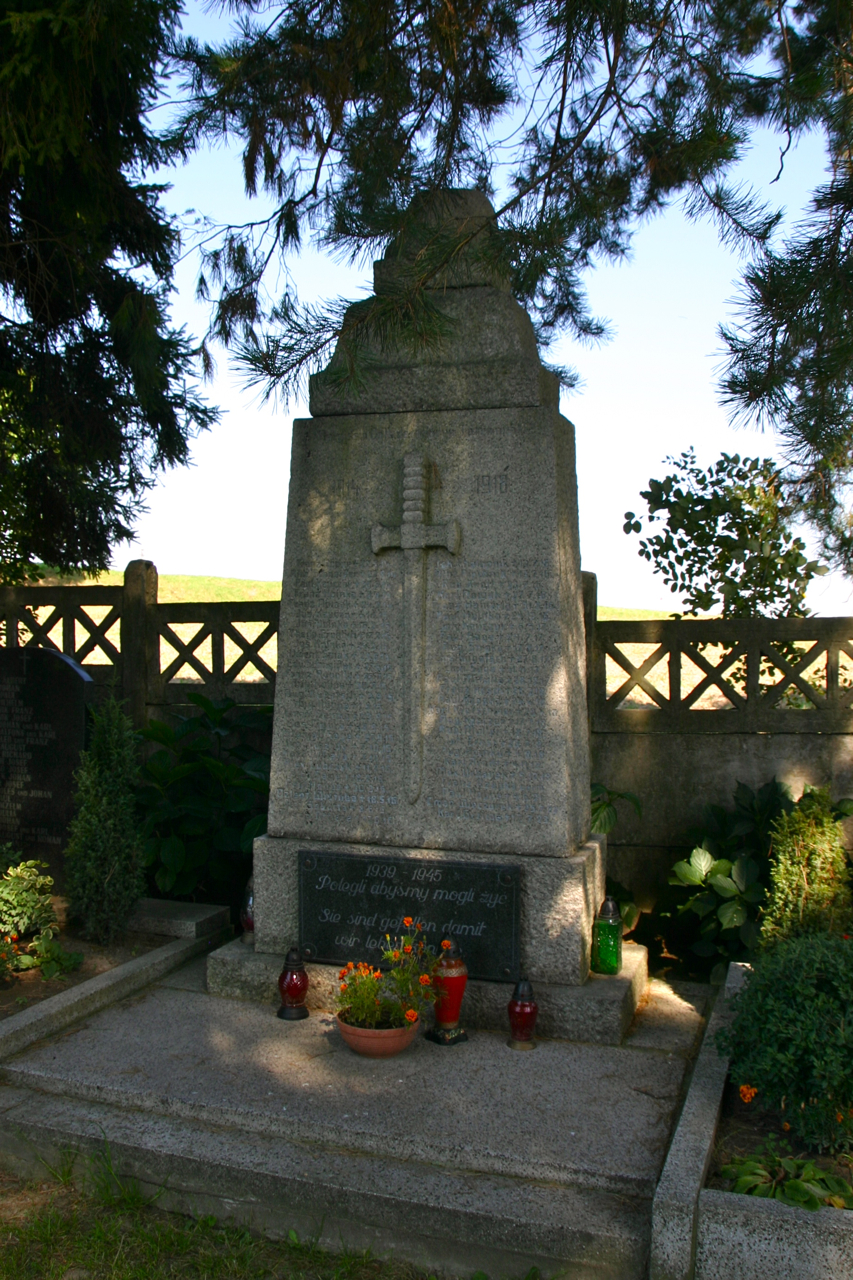
Gefallenendenkmal

„Profencz“ wurde erstmals im Jahre 1232 urkundlich erwähnt. Für das Jahr 1534 ist es in der Schreibweise Browinitz belegt.
Nach dem Ersten Schlesischen Krieg 1742 gelangte Deutsch Probnitz mit dem größten Teil Schlesiens an Preußen.
Nach der Neugliederung der Provinz Schlesien gehörte die Landgemeinde Deutsch Probnitz ab 1816 zum Landkreis Neustadt O.S. mit dem es bis 1945 verbunden blieb. 1845 bestanden im Dorf ein Vorwerk, eine katholische Kirche, ein Wirtshaus und weitere 63 Häuser. Die Einwohnerzahl lag bei 551, davon drei evangelisch. 1855 waren es 604 Einwohnez. 1865 bestanden im Ort 16 Bauern-, 18 Gärtner#Der Gärtner als Kleinbauer|Gärtner- und 36 Häuslerstellen und ein Vorwerk. Die katholische Schule wurde damals von 122 Schülern besucht. 1874 wurde der Amtsbezirk Schlogwitz gebildet, dem die Landgemeinden Deutsch Probnitz, Laßwitz, Polnisch Olbersdorf und Schlogwitz sowie die Gutsbezirke Deutsch Probnitz, Laßwitz und Schlogwitz eingegliedert wurden. 1885 zählte Deutsch Probnitz 685 Einwohner.
Bei der Volksabstimmung in Oberschlesien am 20. März 1921 stimmten in Deutsch Probnitz 543 Personen für den Verbleib bei Deutschland und 48 für die Angliederung an Polen. Deutsch Probnitz verblieb wie der gesamte Stimmkreis Neustadt beim Deutschen Reich. 1933 lebten in Deutsch Probnitz 761 Einwohner. Nach der Machtergreifung 1933 führten die nationalsozialistischen Machthaber groß angelegte Umbenennungen von slawisch klingenden Ortsnamen durch. Am 21. Juli 1936 wurde Deutsch Probnitz in Kranzdorf umbenannt. 1939 zählte Kranzdorf 810 Einwohner.
Als Folge des Zweiten Weltkriegs fiel Deutsch Probnitz / Kranzdorf 1945 wie fast ganz Schlesien an Polen und wurde in Nowy Browiniec umbenannt. Die deutsche Bevölkerung wurde, soweit sie nicht vorher geflohen war, weitgehend vertrieben. Die neu angesiedelten Bewohner waren teilweise Zwangsumgesiedelte aus Ostpolen, das an die Sowjetunion gefallen war.
Von 1945 gehörte Nowy Browiniec zur Woiwodschaft Schlesien, 1950 wurde es der Woiwodschaft Opole eingegliedert. Seit 1999 gehört es zum Powiat Prudnicki.

## Sehenswürdigkeiten
- Die römisch-katholische Allerheiligenkirche (Kościół parafialny p.w. Wszystkich Świętych) wurde zwischen 1845 und 1848 errichtet. Seit 1959 steht sie unter Denkmalschutz.[8]
- Denkmal für die Gefallenen beider Weltkriege
- Steinerne Wegekapelle von 1840